# Semerovo
Semerovo é um município da Eslováquia, situado no distrito de Nové Zámky, na região de Nitra. Tem 23,41 km² de área e sua população em 2018 foi estimada em 1.379 habitantes.

## Demografia
| Ano:        | 1994 | 2004   | 2014   | 2024   |
| ----------- | ---- | ------ | ------ | ------ |
| Broj ljudi: | 1247 | 1365   | 1430   | 1309   |
| Razlika:    |      | +9,46% | +4,76% | -8,46% |

| Ano:               | 2023 | 2024   |
| ------------------ | ---- | ------ |
| Número de pessoas: | 1318 | 1309   |
| Diferença:         |      | -0,68% |